# Tony Kanal
Ashwin Tony Kanal (Londres, 27 de agosto de 1970) es un músico y un productor inglés. Es el bajista de la banda de ska y soft rock No Doubt y produjo el disco Together as One del cantante de reggae Elan Atias.

## Sus comienzos
Sus padres, originarios de la India, lo criaron a él y a su hermano en Londres, Inglaterra. En 1981, la familia se trasladó a los Estados Unidos y abrió un almacén llamado “Kanal's Gifts and Fashion”.

## Carrera musical
A la edad de 15 años él conoció al saxofonista Eric Carpenter en un campamento de bandas. A pesar del deseo de practicar en el campo de fútbol temprano por la mañana, fue requerido para tocar en la banda de jazz de Anaheim High School. Después del campamento de bandas, Eric tenía la oportunidad de tocar el bajo en la banda de jazz, pero por el contrario, le pidió a Tony prestado su bajo mientras que Dave, el hermano de Eric, le enseñó a tocarlo.
Tony permaneció en la banda de jazz por los siguientes años. Él cambió su mente en 1987 cuando vio tocar a No Doubt, una banda de ska punk de Anaheim. Sabiendo que el bajista original, Chris Leal, estaba a punto de ser sustituido, audicionó para la posición. Después de escucharlo tocando las canciones, Tony era el nuevo bajista de No Doubt.
Tony ayudó en mayo de 1988 a que su amigo Eric Carpenter se uniera a la banda. Eric fue el segundo y último saxofonista de No Doubt. Tony ayudó a la banda realizando el trabajo de mánager y ellos lograron abrir para Red Hot Chili Peppers mediados de 1988. Michael Balzary, conocido como Flea, ayudaba a la luchadora pero todavía creciente banda. Él produjo dos demos para No Doubt que ayudaron a conseguir un contrato con Interscope Records.
En octubre de 1991 No Doubt golpeó las puertas del estudio con la ayuda del productor Dito Goodwin. Aun cuando no estaban felices con el resultado, la banda realizó una gira en apoyo del álbum pero No Doubt no ganó popularidad fuera de la costa oeste.
Cuando Interscope Records comenzó a bajar canciones del disco, los No doubt decidieron lanzarlo ellos mismos. En dos años registraron diez canciones y las lanzaron independientemente. Después de escuchar algo de su trabajo independiente, Interscope le da a No Doubt vía libre para comenzar a trabajar en otro álbum.
Durante una fiesta de celebración por el lanzamiento de No Doubt's The Singles 1992-2003, los directores de The 1 Second Film, y Kanal donaron US$100, convirtiéndose en productor ejecutivo. 
Cuando No Doubt tomó una pausa en su carrera, Kanal comenzó una carrera detrás de la consola de mezcla. En 2004, Kanal produjo tres canciones para la banda de sonido de 50 First Dates, una de las cuales era una versión reggae de la canción de Bryan Ferry "Slave to Love" realizada por el amigo de Kanal Elan Atias con un cameo de Gwen Stefani. Kanal entonces produjo el álbum debut de Atias, Together as One, que fue lanzado en junio de 2006. Él también creó varios remixes, incluyendo "Hollaback Girl" de Stefani y “Ether” de Gang of Four.

## Actualidad
Se pudo conocer que actualmente se encuentra trabajando en un nuevo proyecto llamado Dreamcar, esto junto a sus compañeros de banda Adrian Young (baterista de No Doubt), Tom Dumont (guitarrista de No Doubt) pero teniendo como vocalista a Davey Havok (vocal de AFI).

## Vida personal
Durante mucho tiempo fue el novio de Gwen Stefani, cantante de su banda No Doubt. Kanal la rechazó inicialmente, comentando que «era bonita pero había una regla no escrita de que nadie salía con Gwen... casi como si fuéramos hermanos y ella nuestra hermana». Los dos comenzaron a salir pero mantuvieron la relación en secreto.
Kanal rompió con Stefani antes de la grabación del álbum Tragic Kingdom. Muchas de las canciones en ese álbum fueron escritas por Stefani sobre la separación, la más importante fue el hit «Don't Speak». Muchos años más adelante, Stefani coescribió su canción «Cool» acerca de su relación como amigos para su primer álbum solista Love. Angel. Music. Baby..
Actualmente, Kanal está casado con la actriz estadounidense Erin Lokitz y tiene una hija llamada Coco Reese Lakshmi Kanal.